# Irene Yorck von Wartenburg
La condesa Irene Yorck von Wartenburg, en alemán Irene Gräfin Yorck von Wartenburg (4 de marzo de 1913-Berlín, 14 de octubre de 1950) fue una médica alemana y un miembro de la resistencia alemana al nazismo.

## Biografía
Irene Yorck von Wartenburg creció en una finca cerca de Breslavia. Estudió Medicina y trabajó de médica en Silesia. Era una confidente cercana del Círculo de Kreisau y tomó parte regularmente en las reuniones de éste. Cuando su hermano Peter Yorck von Wartenburg fue condenado por su implicación en el fallido atentado del 20 de julio de 1944, fue detenida a pesar de que no había tomado parte en el atentado. Murió a los treinta y siete años en Berlín.